# Marzahner Fenn
Das Marzahner Fenn im Marzahner Gletscherzungenbecken ist ein eiszeitlich entstandenes Tal beziehungsweise ein Feuchtgebiet im Landkreis Potsdam-Mittelmark. Es liegt zwischen der Stadt Havelsee und den Gemeinden Beetzsee und Beetzseeheide. Die Talsohle markiert die Grenze zwischen Havelsee und den Gemeinden.

## Entstehungsgeschichte
Das Marzahner Fenn entstand nach der letzten, der Weichselkaltzeit. Es handelt sich hierbei um ein flachtaliges Gletscherzungenbecken. Der Vorschubrichtung des Inlandeises von Nordost nach Südwest folgend, wurde es ausgeformt. Die Seiten des Gletscherzungenbeckens werden jeweils durch hüglige Stauchmoränenkomplexe der Nauener Platte flankiert, die sich teilweise auf über siebzig Meter erheben. Nach Südwesten wurde durch das vorschiebende Eis der Stauchmoränenkomplex des 89,3 Meter hohen Schwarzen Berges angehoben, der das Tal wie ein Riegel abschließt. Da das Tal über keinen natürlichen Abfluss zu der nahegelegenen parallelen Urstromtalung der Havel oder zur Beetzseerinne verfügte, konnte sich das moorige Feuchtgebiet des Marzahner Fenns ausbilden. Nicht zu verwechseln ist das Marzahner Fenn mit dem Weißen Fenn Marzahne, einem Feuchtgebiet etwa zwei Kilometer nordwestlich, welches sich im Bereich einer eiszeitlichen Schmelzwasserrinne bildete.

## Naturschutzgebiet Marzahner Fenn und Dünenheide

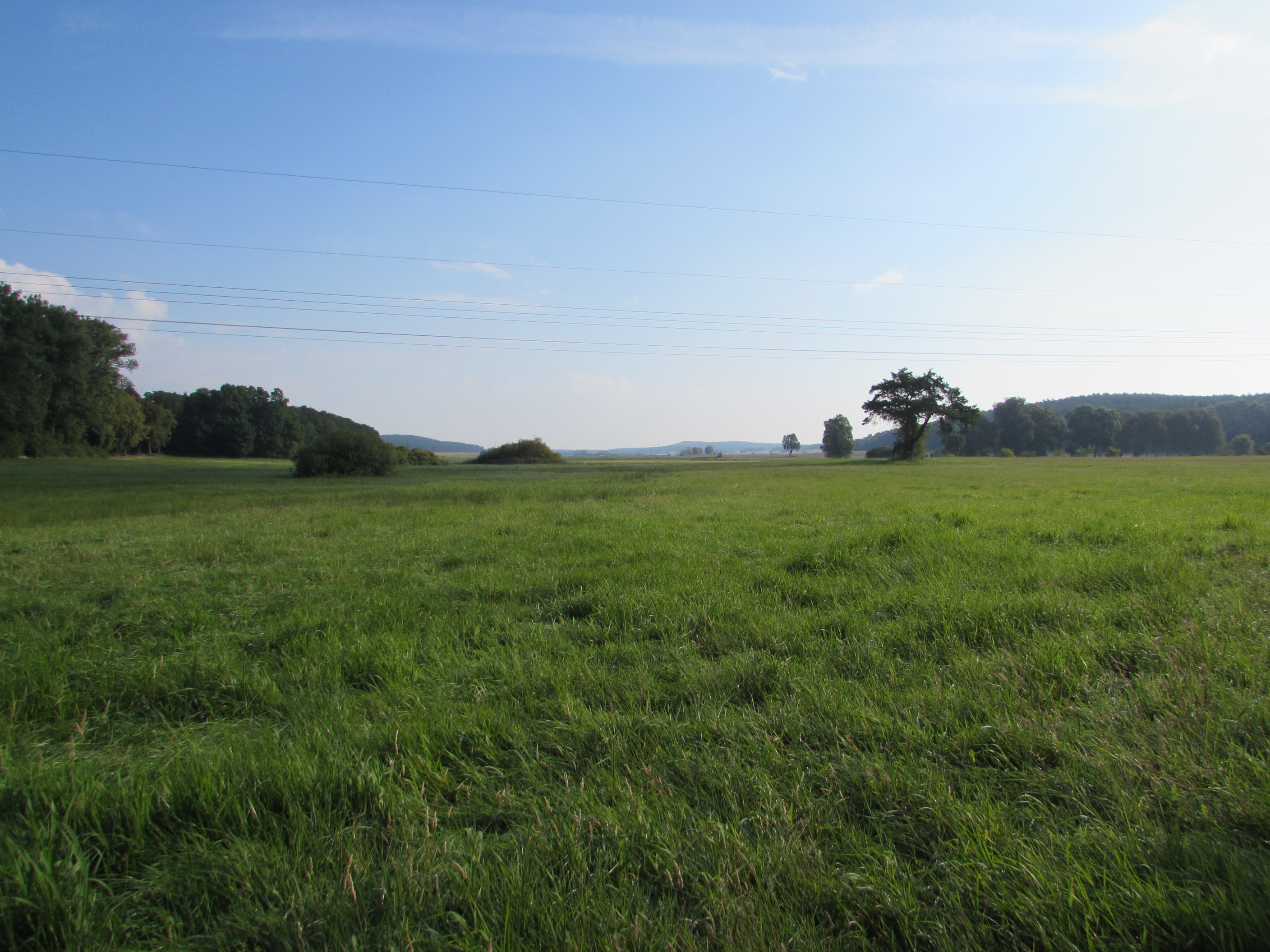
Das Marzahner Fenn

Das Marzahner Fenn ist Teil des Naturschutzgebietes Marzahner Fenn und Dünenheide. Dieses 725 Hektar große Naturschutzgebiet liegt neben in Havelsee, Beetzsee und Beetzseeheide im Norden auf Flächen der Gemeinde Märkisch Luch. Es zeichnet sich durch einen engen räumlichen Bezug verschiedener Lebensräume aus. So gibt es naturnahe Erlen- und Kiefernwaldgesellschaften auf nährstoffarmen Standorten, Wasserflächen, leichte Höhenzüge mit nur extensiv genutzten Trockentälern, sogenannte Zwergstrauch- und Dünenheiden, kleine Niedermoore, Feucht- und Nasswiesen. Aufgrund der unterschiedlichen Lebensräume leben im Schutzgebiet eine Vielzahl von teilweise gefährdeten Pflanzen- sowie Vogel-, Reptilien- und Amphibienarten. Nach Angaben des Naturschutzbundes Deutschland gelten 78 der 156 im Marzahner Fenn und in der Dünenheide nachgewiesenen Wirbeltierarten als gefährdet. Das Gebiet stellt ein ökologisches Bindeglied zwischen Beetzsee und Riewendsee im Osten, der Havelniederung im Westen und dem Havelländischen Luch im Norden dar. Einige der im Naturschutzgebiet lebenden Tier- und Pflanzenarten sind Fischadler, Schreiadler, Baumfalke, Bekassine, Wachtel, Kranich, Raubwürger, Zauneidechse, Ringelnatter, Knoblauchkröte, Moorfrosch, Kammmolch, Blutweiderich und Tausendblatt. Das Naturschutzgebiet Marzahner Fenn und Dünenheide ist in seiner Gänze Teilgebiet des europäischen Vogelschutzgebietes (SPA-Gebiet) Mittlere Havelniederung und im nördlichen Bereich Teilgebiet des FFH-Gebiets Weißes Fenn und Dünenheide. Es gehört zum europäischen Schutzgebietsnetz Natura 2000. Daneben ist das Marzahner Fenn noch Teil des Landschaftsschutzgebietes und des Naturparks Westhavelland und als Geschützter Landschaftsbestandteil ausgewiesen.

## Russengraben und Torfstichsee

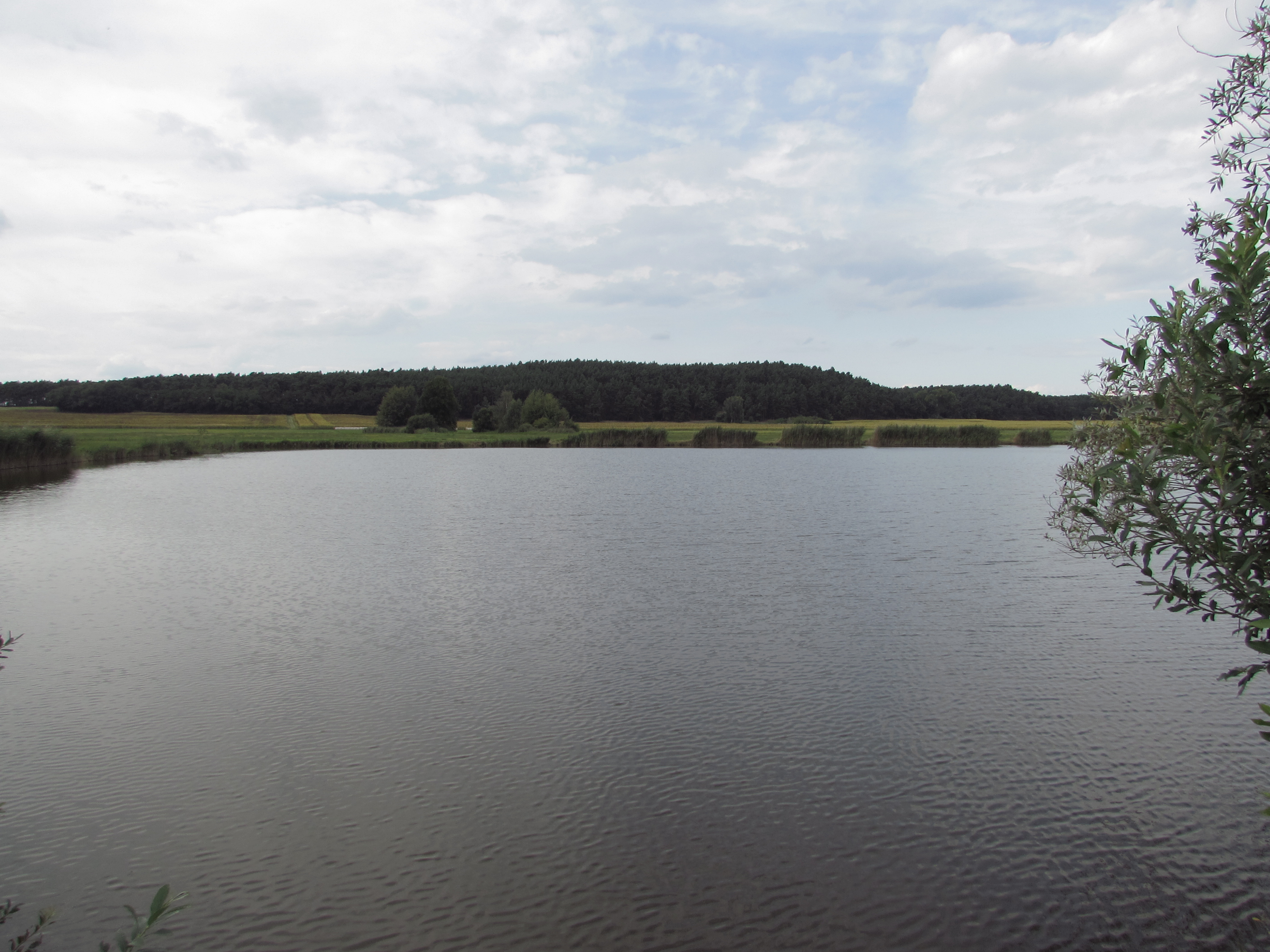
Torfstichsee im Marzahner Fenn

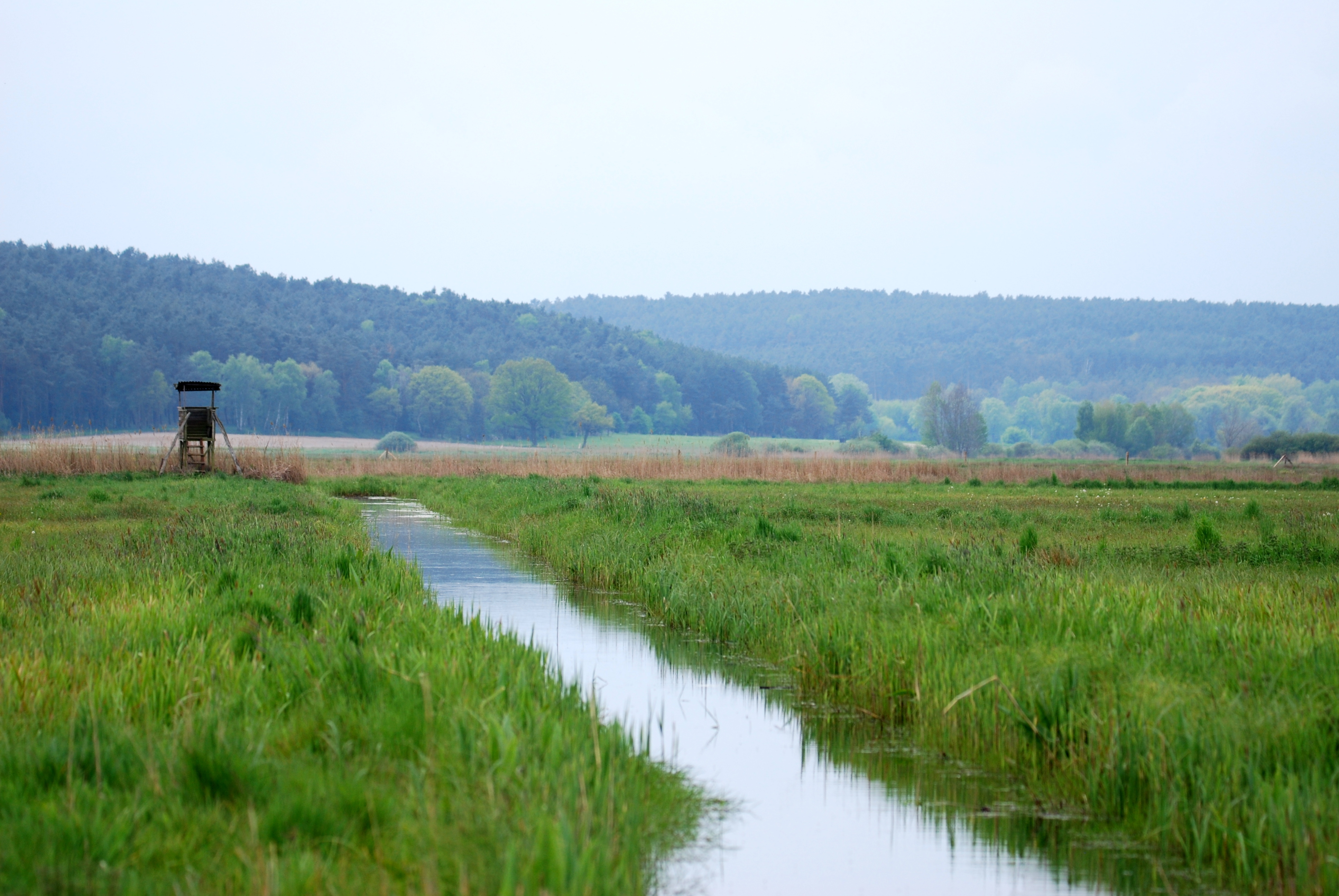
Am Russengraben im Marzahner Fenn

Als künstlicher Abfluss des Marzahner Fenns wurde 1917 der sogenannte Russengraben von russischen Kriegsgefangenen angelegt. Dieser entspringt im Nordosten des Tals und durchfließt es in seiner gesamten Länge. Zentral im Tal durchfließt er einen etwa einen Hektar großen rechteckigen See, der sich in einem ehemaligen Torfstich bildete. Zur Steuerung des Wasserstandes und des Abflusses wurden drei Wehre installiert. Drainiert wird das Marzahner Fenn zum östlich liegenden Beetzsee. Nach der Anlage des Grabens wurde ab 1920 versucht, die Flächen des Fenns urbar zu machen. Dies gelang nur bedingt.

## Nutzung
Die Hügelkuppen in den Randbereichen des Fenns sind mit Kiefernforsten bewachsen. Die höherliegenden und entsprechend trockeneren Hänge werden landwirtschaftlich genutzt. In der Talsohle wurde in früherer Zeit Torf abgebaut. Die Feuchtwiesen werden hauptsächlich gemäht und das Heu wird an Vieh verfüttert.